# Parafia św. Andrzeja Boboli w Bukowej
Parafia św. Andrzeja Boboli w Bukowej – parafia rzymskokatolicka z siedzibą w Bukowej, należąca do dekanatu Biłgoraj-Północ diecezji zamojsko-lubaczowskiej. Prowadzą ją księża diecezjalni.

## Historia parafii
Parafia pw. św. Andrzeja Boboli została utworzona 12 czerwca 2000 roku przez bp. Jana Śrutwę. Budowa drewnianego kościoła rozpoczęła się latem 1951 roku. Świątynia została konsekrowana 10 listopada 1957 roku. Do parafii należą wierni z miejscowości Bukowa.

## Proboszczowie
Źródło:
- ks. Krzysztof Gajewski (2000–2006)
- ks. Stanisław Ciupak (od 2006)